# Rörelsen för fri kultur

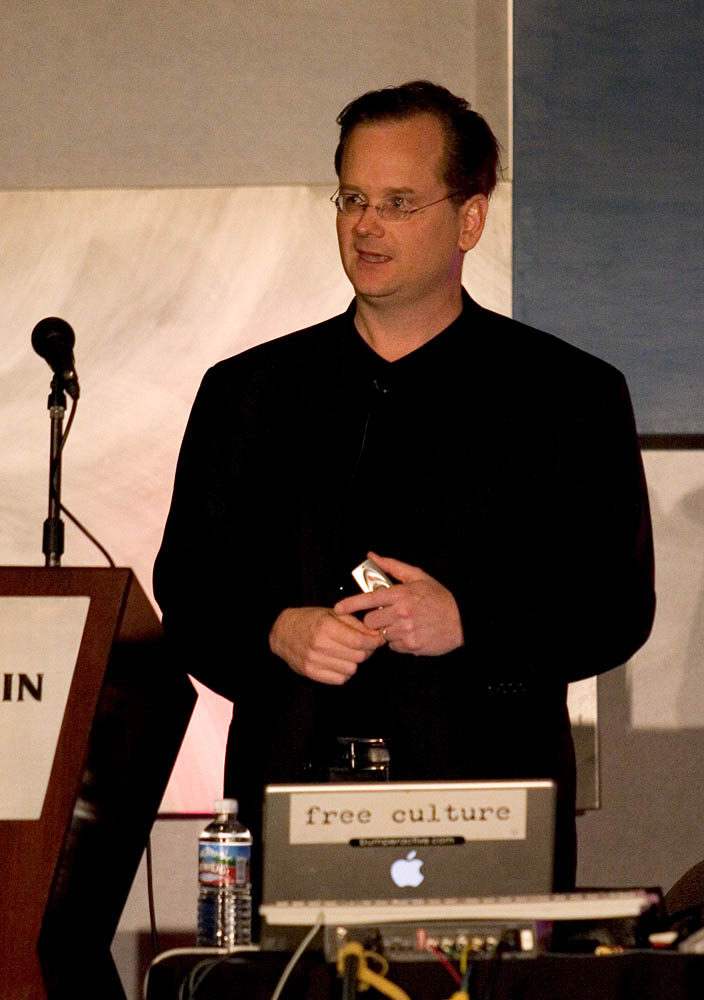
Lawrence Lessig vid en bärbar dator med etiketten "free culture".

Rörelsen för fri kultur är en rörelse som försöker främja rätten att sprida och förändra skapade verk, genom Internet såväl som andra media. Rörelsen opponerar sig mot restriktiva upphovsrättslagar, som den anser vara ett hinder för kreativiteten och som rörelsens anhängare kallar tillståndskultur.

## Beskrivning och historik
Den organisation som vanligen associeras med fri kultur är Creative Commons (CC), som grundades av juridikprofessorn Lawrence Lessig. Han skrev 2004 boken Free Culture, där han argumenterar för fri kultur. Lessig menar att en fri kultur gynnar och skyddar skapare och innovatörer direkt genom att de får upphovsrätt och indirekt genom att efterföljande skapare och innovatörer inte kontrolleras av tidigare regler.
Lessig definierar ordet fri som not free as in beer but free as in free speech, free markets, free trade, free enterprise, free will, and free elections. Detta kan fritt översättas till fri som i frihet, inte gratis.
Rörelsen är besläktad med den för fri programvara.